# Cheljulja
Cheljulja (in russo Хелюля?; in careliano: Helylä) è un insediamento di tipo urbano della Russia situato nella Repubblica di Carelia. Appartiene al rajon Sortaval'skij.
L'insediamento è situato 6 km a nord della città di Sortavala (a nord del lago Ladoga).